# Episodi di Stadtklinik (sesta stagione)
La sesta stagione della serie televisiva Stadtklinik è stata trasmessa in anteprima in Germania dalla RTL tra il 14 marzo 1996 e il 4 luglio 1996.
| nº | Titolo originale  | Titolo italiano | Prima TV Germania | Prima TV Italia |
| -- | ----------------- | --------------- | ----------------- | --------------- |
| 1  | Herzschmerz       | inedito         | 14 marzo 1996     | inedito         |
| 2  | Der Prozess       | inedito         | 21 marzo 1996     | inedito         |
| 3  | Auf eigene Beinen | inedito         | 28 marzo 1996     | inedito         |
| 4  | Der Feldwebel     | inedito         | 4 aprile 1996     | inedito         |
| 5  | Der Sohn          | inedito         | 11 aprile 1996    | inedito         |
| 6  | Das Rätsel        | inedito         | 18 aprile 1996    | inedito         |
| 7  | Betrogen          | inedito         | 25 aprile 1996    | inedito         |
| 8  | Die Entführung    | inedito         | 2 maggio 1996     | inedito         |
| 9  | Verzweiflung      | inedito         | 9 maggio 1996     | inedito         |
| 10 | Der Überfall      | inedito         | 23 maggio 1996    | inedito         |
| 11 | Vermisst          | inedito         | 30 maggio 1996    | inedito         |
| 12 | Der Verdächtige   | inedito         | 13 giugno 1996    | inedito         |
| 13 | Sterbehilfe       | inedito         | 27 giugno 1996    | inedito         |
| 14 | Himmel            | inedito         | 4 luglio 1996     | inedito         |